# Enrico Gabrielli

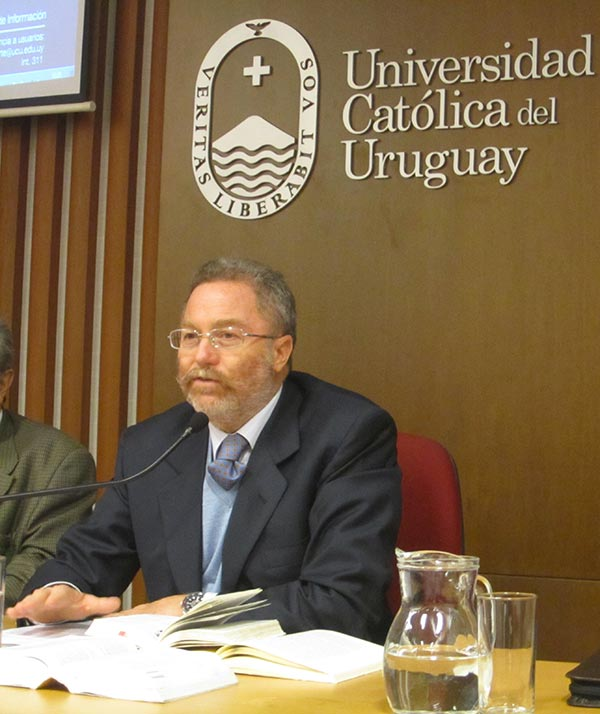
Prof. Avv. ENRICO GABRIELLI

Enrico Gabrielli (Roma, 1956) es un jurista y académico italiano. Es Profesor Ordinario (Catedrático) de Derecho Civil en la Facultad de Derecho de la Universidad de Roma (Tor Vergata) donde fue (2012-2022) Director de la Escuela por las Profesiones Legales de la Facultad de Derecho de la Universidad de Roma “Tor Vergata”.
Profesor Honorario de la Facultad de Derecho de la Universidad Católica del Uruguay. Profesor Honorario de la Universidad CLAEH (Uruguay). 
Miembro (y Consejero directivo) de la Academia de Jusprivatistas Europeos de Pavia; miembro y Consejero directivo de la Unione dei privatisti Italiani (UPI); miembro fundador y Consejero honorario de la Società Italiana degli Studiosi di Diritto Civile (S.I.S.DI.C), y miembro de la Society of European Contract Law (SECOLA).
L’Universidad Pontificia Comillas de Madrid, con deliberación del 20 de deciembre de 2023 y con Acto solemne de investidura del 27 de noviembre 2024, ha reconocido al prof. Enrico Gabrielli el Doctorado (Ph. D.) ‘’honoris causa’’, con la consiguiente afiliación al ‘’Calustro de professores’’ de la Facultad de Derecho de esa Universidad. En el Acto academico, el Rector Magnifico Antonio Allende, en su Laudatio destacó «su aportación al mundo del derecho privado, revolucionando el estudio y la visión de las garantías mobiliarias en el continente europeo».
Tiene designaciones especiales de la Facultad de Derecho de la Universidad Católica del Uruguay (Medalla Académica) de 2013; de la Universidad Nacional de La Plata (Argentina) como Personalidad destacada de la ciencia jurídica (2017); de la Universidad de Montevideo (acto del Rector n. 976 de 4 de setiembre y deploma del 24 de septiembre de 2019) como Profesor Visitante.
Fue invitado como profesor por la Universidad Complutense de Madrid, por la Universidad Católica del Uruguay, por la Pontificia Universidad Católica del Perù’ y por la Universidad de Montevideo.
En la doctrina del derecho civil y concursal el prof. Gabrielli es el inventor de la teoría de la “prenda rotativa” y de la "prenda sin desplazamiento" (Il pegno «anomalo», Padova,1990; La prenda «anómala» Civitas Arandazi (Thomson Reuters), Cizur Menor, reimpresión 2023; Sulle garanzie rotative, Napoli, 1998; Il pegno, en Tratt. di dir. civ. dirigido por Sacco, Torino, 2005) con la intuición de que fuese posible constituir vínculos reales sobre determinados bienes, aunque el acreedor permaneciese privado de su disponibilidad material, toda vez que hubiese sido posible dar cuerpo a una figura de posesión ligada a anotaciones del vínculo real sobre registros especiales, o de construir tal forma de garantía también mediante un acto de autonomía privada.
En la investigación del prof. Gabrielli, jurista caracterizado por un gran rigor técnico y conceptual, tendiente a operar su interpretación sistemática y analítica, a fin de satisfacer aquellas exigencias de modernización del sistema de las garantías reales a que se hizo referencia, emergió la oportunidad de construir sobre el plano teórico y conceptual la prenda rotativa, es decir aquella forma de garantía que admite la sustituibilidad y la mutabilidad en el tiempo del objeto, sin implicar, en cada oportunidad, la renovación del cumplimiento de las modalidades requeridas para la constitución de la garantía o para el surgimiento del derecho de prelación, o bien sin que diera lugar a las condiciones para la revocabilidad de la operación económica de tal modo creada. La construcción de la garantía rotativa, inicialmente limitada a la prenda, del prof. Gabrielli fue enseguida profundizada y desarrollada en un cuadro normativo más amplio y articulado, con el fin de componer un diseño sistemático unitario y ordenado de garantías rotativas legales y convencionales. La función y la estructura de la supuesto de hecho respondía a una exigencia, entonces muy advertida por el derecho de los negocios y de los mercados financieros, pero para la cual faltaban instrumentos normativos y convencionales coherentes: la necesidad de superar en la garantía real la inmovilidad del objeto, y su fijación en la función de garantía del crédito, cuando el objeto, por sus características ontológicas, asuma un rol importante sea en el ámbito del proceso productivo de la empresa, sea en el mercado de capitales. 
La construcción teórica y la configuración formal entonces propuesta para el supuesto de hecho fue casi inmediatamente admitida plenamente por la jurisprudencia de la Corte Suprema italiana. Fue en seguida compartida también por el legislador europeo e italiano con la Directiva 2002/47/CE sobre contratos de garantía financiera y con el d. lgs. n. 59 de 2016 ("prenda sin desplazamiento").
Al prof. Gabrielli se debe también, en la teória general del contrato, la investigación del concepto y de la categoría de la “operación económica”. La teoría de la operación económica, por su aporte, ha sido recibida ahora ya sea por la jurisprudencia de la Corte de Casación italiana, ya sea por la de altos tribunales de otras jurisdicciones, como la uruguaya (Cfr. Sentencias Suprema Corte de Justicia, n. 1241 de 12 de agosto de 2019; SEF 3 -7-2015; SEF 9-123-2014; SEF 2-310-2011; SEF 1- 123- 2012; SEF 1- 21-2011; SEF 2 - 9198 - 2011; de Cores Helguera, Causa concreta y operación económica en la jurisprudencia uruguaya: la influencia de Enrico Gabrielli, en La Justicia Uruguaya, Tomo 161, Número 2, 2023, 3 ss.

## Publicaciones
Es autor de diversos estudios monográficos publicados: 
- La consegna di cosa diversa, Jovene ed., Napoli, 1987;
- Il pegno «anomalo», Cedam ed.,  Padova,1990 (reimp., ESI, Napoli, 2022);
- Alea e rischio nel contratto. Studi, Esi ed., Napoli, 1997;
- Sulle garanzie rotative, Esi ed., Napoli, 1998;
- I contratti dei consumatori, UTET ed., Torino, 2000;
- Studi sui contratti, Giappichelli ed., Torino, 2000;
- L’oggetto del contratto, en Il codice civile. Commentario, dirigido por Pietro Schlesinger, Giuffrè ed., 1 ed., Milano 2001;
- Il pegno, en Trattato di diritto civile, dirigido por Rodolfo Sacco, UTET ed., Torino, 2005;
- Contratto, mercato e procedure concorsuali, Giappichelli ed., Torino, 2006;
- El nuevo derecho de las garantías reales, (en conjunto con Carlos de Cores) Reus ed., Madrid, 2008;
- Doctrina general del contrato. vol. 1 – El contrato y la operación economica, Montevideo, 2009;
- Doctrina general del contrato. vol. 2 – El contenido y el objeto del contrato, Montevideo, 2010;
- Contratto e contratti. Scritti, UTET ed., Torino, 2011;
- L'eccessiva onerosità sopravvenuta, in Trattato di diritto privato diretto da Mario Bessone, Torino, 2011;
- "Operazione economica" e teoria del contratto, Milano, 2013;
- Estudios sobre Teoria general del contrato, Lima, 2013;
- Studi sulle garanzie reali, Torino, 2015;
- L'oggetto del contratto, en Il codice civile. Commentario. diretto da Pietro Schlesinger, Milano, 2 ed., 2015;
- Contribución a la teoría de la imprevisión contractual, Buenos Aires, 2016;
- Studi sulle tutele contrattuali, Milano, 2017;
- Operacion economica y teoria del contrato, Buenos Aires, 2017;
- Remedios. Contribución al estudio de las tutelas contractuales, Montevideo, 2018;
- La excesiva onerosidad sobrevenida de la prestación, Madrid, 2019;
- El contrato. Incumplimiento y tutelas, Santiago de Chile, 2020;
- El contrato. Del tipo contractual a la operación económica, Santiago de Chile, 2020;
- Estructuras formales y teoría de las garantìas reales, Santiago de Chile, 2020;
- L'autonomia privata. Dal contratto alla crisi d'impresa, Milano, 2020
- L'autonomia privata. vol. II. Teoria del contratto e diritto comparato, Milano, 2021
- Alea, riesgo y teoría del contrato, Santiago de Chile, 2021
- Del pagamento con surrogazione (con B. Carpino), in Commentario del codice civile Scialoja e Branca, 2 ed., Bologna - Roma, 2023
- Studi sul concorso dei creditori, Bari, 2023
- La prenda «anómala» , Cizur Menor (Spagna), 2023
- L'autonomia privata. vol. III. Il diritto della giurisprudenza e della dottrina, Milano, 2024.
- Dirige, el COMMENTARIO AL CODICE CIVILE, UTET ed., Torino, (51 volúmenes).
- Dirige junto con el Prof. Pietro Rescigno, el TRATTATO DEI CONTRATTI, UTET ed., Torino; junto con el Prof. Eugenio Picozza, el TRATTATO DI DIRITTO DELL’ECONOMIA, CEDAM ed., Padova; y junto con el prof. Francesco Vassalli y el prof. Francesco Paolo Luiso, el TRATTATO DI DIRITTO FALLIMENTARE E DELLE ALTRE PROCEDURE CONCORSUALI, Giappichelli ed., Torino; y junto con el prof. Francesco Gazzoni, el TRATTATO DELLA TRASCRIZIONE, UTET ed., Torino, 2012 - 2014.
- Es miembro de la Dirección de la Giurisprudenza Italiana, de la Revista de derecho commercial, de la Revista de derecho privado, de Giustizia civile, de la Rivista di diritto fallimentare y de la Rivista trimestrale di diritto e procedura civile; miembro del Comité Asesor Internacional de la Revista General de legislación y jurisprudencia

- Ha escrito innumerables artículos en publicaciones periódicas y participado en innumerables congresos y convenciones de la especialidad. Ha cuidado, y en parte escrito, los siguientes volúmenes de Tratados:
- Elementos de los contratos (junto con Silvia Diaz Alabart y Luis Leiva Fernandez), Buenos Aires, 2020.
- Diritto privato , Torino, 2 ed. 2021;
- I contratti di garanzia finanziaria, en Trattato di diritto civile e commerciale dirigido por Cicu y Messineo, Milano, 2018;
- Extinciòn de los contratos (junto con Silvia Diaz Alabart y Luis Leiva Fernandez), Buenos Aires, 2017;
- I contratti in generale, en Trattato dei contratti, dirigido por Pietro Rescigno y Enrico Gabrielli, Torino, 2a ed., 2006;
- I contratti del mercato finanziario, en Trattato dei contratti dirigido por Pietro Rescigno y Enrico Gabrielli, Torino, 2a ed., 2011;
- I contratti dei consumatori, en Trattato dei contratti dirigido por Pietro Rescigno y Enrico Gabrielli, Torino, 2004;
- I contratti di composizione delle liti, en Trattato dei contratti dirigido por Pietro Rescigno y Enrico Gabrielli, Torino, 2005;
- I contratti della concorrenza en "Trattato dei contratti" dirigido por Pietro Rescigno y Enrico Gabrielli, Torino,2011;
- I rapporti patrimoniali nella giurisprudenza costituzionale, para el cincuentenario de la Corte Constitucional, Napoli, 2006;
- I contratti bancari, en Giurisprudenza sistemática di diritto civile e commerciale, fundado por Walter Bigiavi, UTET, Torino, 2002.